# خاطفات الذباب وأشباهها
خاطفات الذباب وأشباهها (الاسم العلمي: Muscicapoidea) هي فوق فصيلة من الطيور يتبع رتيبة الطيور المغردة من رتبة العصفوريات.

## التصنيف
- خاطفات الذباب
  - القليعاوات
    - الحميراء